# Henriette Jørgensen
Henriette Nicoline Thomasine Jørgensen, född den 19 juni 1791, död 17 november 1847, var en dansk skådespelare och översättare, dotter till bokhållare Gert Diderich Jørgensen och Henriette Rose. 
Hon var tidigt en skicklig medlem i amatörteatersällskapet Borups Selskab. Debuterade på Det Kongelige Teater i Köpenhamn 1816. Hon beskrevs som intelligent, värdig och ståtlig och mycket talangfull, dock inte som vacker, vilket gjorde att hon inte fick huvudroller, men däremot modersroller, karaktärsroller i tragedier, vaudeviller och realistiska taldramer samt i komedier.     
Hon var verksam till 1845, då hon pensionerade sig med orden att hon ville sluta innan någon hann tröttna på henne. Hon översatte även några franska komedier, varav Rodolphe av Eugène Scribe och Mélesville uppfördes som Broder og Søster 1834.    